# Холи (Тексас)
Холи (енгл. Hawley) град је у америчкој савезној држави Тексас. По попису становништва из 2010. у њему је живело 634 становника.

## Демографија
Према попису становништва из 2010. у граду је живело 634 становника, што је 12 (1,9%) становника мање него 2000. године.
| Група             | 2000.       | 2010.       |
| Белци             | 609 (94,3%) | 585 (92,3%) |
| Афроамериканци    | 1 (0,2%)    | 1 (0,2%)    |
| Азијати           | 6 (0,9%)    | 0 (0,0%)    |
| Хиспаноамериканци | 27 (4,2%)   | 39 (6,2%)   |
| Укупно            | 646         | 634         |